# 瑪麗山曼哈頓學院
瑪麗山曼哈頓學院（Marymount Manhattan College）是位於美國紐約市曼哈頓的一所私立文理學院，主要教授藝術相關課程。 雖然是男女共學的學校，但其中76.1%的學生都是女生，男生只佔23.9%。

## 外部連結
- Official Marymount Manhattan Website
- Marymount Manhattan College's Internet Radio Station （页面存档备份，存于）

40°46′7.25″N 73°57′35.2″W / 40.7686806°N 73.959778°W